# Museet Ribes Vikinger
Museet Ribes Vikinger je kulturnozgodovinski muzej v danskem mestu Ribe.
V stalni razstavi ponuja muzej na podlagi številnih arheoloških najdb in zgodovinskih predmetov celovit vpogled v zgodovino mesta Ribe od vikinške dobe preko srednjega veka do leta 1700. Poleg izmeničnih posebnih razstav na območjih zgodovine, umetnosti in kulture ponuja muzej tudi širok nabor muzejsko izobraževalnih programov za šolske razrede in otroke. Muzej je po združitvi leta 2008 del muzejev jugovzhodne Jutlandije.
Muzeju je priložena Rådhussamlinge (zbirka mestne hiše), ki je v nekdanji mestni hiši in predstavlja zgodovino mesta Ribe od leta 1700 do 20. stoletja.
Hjemsted Oldtidspark v Skærbæku je v bližini. Hjemsted Oldtidspark je bil arheološki muzej na prostem zahodno od Skærbæka v Sønderjyllandu na Danskem. Obstajal je od leta 1996 do 2019. Pred ustanovitvijo so obstajale arheološke najdbe, ostanki vasi iz germanske železne dobe. Poleg podzemne muzejske zgradbe je bilo 13 ha veliko območje na prostem z rekonstruiranimi hišami in domačijami. V poletnih mesecih so prostovoljci obiskovalcem nazorno predstavili vsakdanje življenje v železni dobi. 1. januarja 2017 se je Museumsverbund Sønderjylland odpovedal lokaciji Hjemsted. Fundacija "Fonden Skærbækcentret" je sprva nadaljevala z upravljanjem zabaviščnega parka pod imenom Hjemsted - Danernes Verden. Ker je upravljavec sporočil, da parka ne želi več upravljati, je občina leta 2019 lokacijo prodala zasebnim investitorjem. Postaviti nameravajo kamp.
- Sydgården